# The Escaped Lunatic
The Escaped Lunatic è un cortometraggio muto del 1904 diretto da Wallace McCutcheon.  Venne rifatto nel 1904 da Edwin S. Porter con Maniac Chase.

## Produzione
Prodotto dalla American Mutoscope & Biograph, il film venne girato a New York negli Studi della Biograph a Manhattan e nel Bronx nel novembre 1903.

## Distribuzione
Il film uscì nelle sale cinematografiche USA nel gennaio 1904, distribuito dall'American Mutoscope & Biograph.